# Bröttjärnarna, Jämtland
Bröttjärnarna är en sjö i Bergs kommun i Jämtland och ingår i Ljungans huvudavrinningsområde.